# HK69
Die HK69 ist eine Granatpistole des Herstellers Heckler & Koch zum Verschießen von Patronen 40 mm × 46 und Patronen 40 mm × 123. Sie wird in der Regel neben der eigentlichen Waffe des Soldaten (i. d. R. ein Sturmgewehr) als selbstständige Sekundärwaffe geführt. Ein Anbringen der Waffen am Sturmgewehr wie beim AG36 oder M203-Granatwerfer ist nicht möglich.

## Entwicklung
Die Entwicklung der Granatpistole Heckler & Koch HK69 wurde in den 1970er-Jahren abgeschlossen. Sie wurde mit einigen technischen Änderungen an der Sicherung als HK69A1 im Wesentlichen an die europäischen NATO-Staaten ausgeliefert. Die HK69A1 ist wie die ältere amerikanische M79 keine „Add-on“-Waffe, sondern ein selbstständiges Waffensystem, das unabhängig von einer Primärwaffe geführt werden kann. Es wurde bei der Entwicklung insbesondere auf das geringe Gewicht und die Flexibilität geachtet. Mit Absicht suchte man nicht die Ähnlichkeit zum M203, da dieser im Vergleich zur HK69A1 zu unflexibel ist.
Auch sollten die Nachteile, die das Anbringen eines Granatwerfers an die Primärwaffe mit sich bringt (höheres Gewicht dieser Waffe, geringere Präzision aufgrund Kopflastigkeit usw.) vermieden werden. Dabei wurde bewusst die Notwendigkeit des Mitführens einer eigenen weiteren Waffe in Kauf genommen.
Die Bundeswehr führt die HK69A1 unter der Bezeichnung Granatpistole 40 mm. Sie wird mittelfristig durch den AG36 ersetzt werden.
Die Waffe wird heute noch bei der Bereitschaftspolizei in Deutschland vorgehalten – insbesondere zum Verschuss von Reizstoffwurfkörpern. Die sogenannten RW verströmen nach dem Abschuss ein CN- oder CS-Aerosol. Bei den Polizeien von Bund und Ländern wird die HK69 als Mehrzweckpistole (MZP 1) bezeichnet. Der Verschuss von Signal- und Beleuchtungsmunition ist prinzipiell möglich, wird aber nicht mehr praktiziert. 1983 rüstete Baden-Württemberg als erstes Bundesland die Polizei mit der MZP 1 aus.

## Ausstattung
Zur schnellen und präzisen Zielerfassung werden zwei Visierarten verwendet: eine kleine, hochklappbare Lochkimme für kurze Distanzen von 50 bis 100 Metern sowie ein aufklappbares Leitervisier für Zielentfernungen von 100 bis 400 Metern. Das Leitervisier hat Aussparungen für 150, 200, 250, 300 und 350 Meter. Weiter besitzt die HK69A1 eine ausziehbare Schulterstütze, die das Anlegen erleichtert, eingeschoben jedoch auch ein pistolenähnliches Schießen erlaubt. Ausgestattet mit einem von beiden Seiten bedienbaren Sicherungshebel und einem separaten manuellen Hahn kann die HK69A1 ohne gleichzeitiges Spannen bzw. Entspannen geladen und entladen werden. Dies soll Unfälle verhindern.

## Beschreibung
Die HK69A1 wird geladen, indem der Lauf nach vorne aufgeklappt wird. Dies stellt auch den entscheidenden Vorteil gegenüber dem M203 dar: die Größe der verwendeten Munition ist nicht in ihrer Länge durch den Nachladevorgang beschränkt. Beim M203 wird hingegen der Lauf nach vorne aufgeschoben und gibt nur eine relativ kleine Öffnung zum Nachladen frei.
Der Rückstoß ist vergleichbar mit dem einer Schrotflinte. Die Granate verlässt die Mündung mit rund 80 Metern pro Sekunde und ist durch den Schützen in ihrer Flugbahn gut zu beobachten. Um Unfälle zu vermeiden, wird der Zünder der Granate (abhängig vom Granattyp) erst nach einer halben Sekunde scharf, so dass ein Sicherheitsabstand von mindestens 30 Metern bis zur nahestmöglichen Explosion verbleibt. Die Wirkung im Ziel ist bei Explosivgranaten schwächer als die einer Handgranate, entsprechend der geringeren Sprengstoffkapazität der 40-mm-Granaten.

## Munition
Die HK69A1 verschießt  40-mm-Granaten und kann diverse Typen von Munition verschießen, tödliche und nicht zwangsläufig tödlich wirkende Arten. Es stehen Leuchtsignale, Tränen-/CS-Gas, HE-Munition („high explosive“) mit Spreng- und Splitterwirkung sowie AP-Munition („armor-piercing“) gegen gepanzerte Ziele zur Verfügung.
Die Gefechtspatrone 40 mm × 46 hat eine Spreng- und Splitterwirkung. Durch die Explosion werden etwa 600 Splitter mit einem Wirkungskreis von vier bis fünf Metern freigesetzt. Die Explosion wird entweder durch den Aufschlagzünder oder die Selbstzerlegeeinrichtung ausgelöst. Mit der Munition können beispielsweise auch Fenster, Türen oder Barrikaden weggesprengt werden.
Zusätzlich wurde, um den Bedrohungen bei gewalttätigen Demonstrationen besser begegnen zu können und damit den Anwendungsbereich der Waffe über den militärischen Bereich hinaus zu erweitern, eine so genannte Impulspatrone entwickelt. Diese besteht im Wesentlichen aus Schaumstoff und betäubt den Getroffenen bzw. fügt diesem zum Teil schwere Verletzungen (Hämatome, Knochenbrüche) zu. Unter 10 Metern Distanz kann sie sogar tödlich sein.
Außerdem steht der Bundeswehr noch eine CS-Gas-Patrone zur Verfügung. Diese zerlegt sich nach dem Verschuss in acht kleinere, CS-Gas verströmende Kapseln. Damit ist es möglich, einen Tränengasteppich über weite Distanzen (je nach Windstärke bis zu 110 Meter) zu erzeugen.

## Varianten/Alternativen
Eine Variante der HK69A1 ist die HK79. Sie entspricht in der Basis der HK69, wird jedoch wie der M203 unter den Gewehrlauf montiert und entsprechend geladen und abgefeuert. Als mögliche Gewehre dienen neben dem HK G3 von Heckler & Koch das HK 33 und HK G41.